# Haselbach (Thuringe)
Pour les articles homonymes, voir Haselbach.
Haselbach est une commune allemande de l'est du land de Thuringe située dans l'arrondissement du Pays-d'Altenbourg. Haselbach fait partie de la Communauté d'administration de la Pleiße.

## Géographie

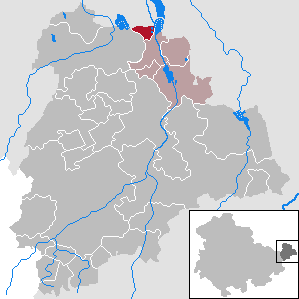
Situation de la commune (en rouge) dans l'arrondissement d'Altenbourg

Haselbach est située au nord de l'arrondissement, sur la rive gauche de la Pleiße, à la limite avec l'arrondissement de Leipzig (Saxe), à 8 km au nord d'Altenbourg. À l'est se trouve le bassin de retenue de Regis-Serbitz, construit pour réguler les crues de la Pleiße et formé de plusieurs étangs : Nobitzer Teich, Frauenteich, Rittergut Teich, Großer et Kleiner Schirmteich. À l'ouest se trouve le Haselbacher Teiche, étang de 56,6 ha, créé de 1993 à 1999 sur une ancienne mine de lignite à ciel ouvert.
Communes limitrophes (en commençant par le nord et dans le sens des aiguilles d'une montre) : Regis-Breitingen, Treben et Meuselwitz.

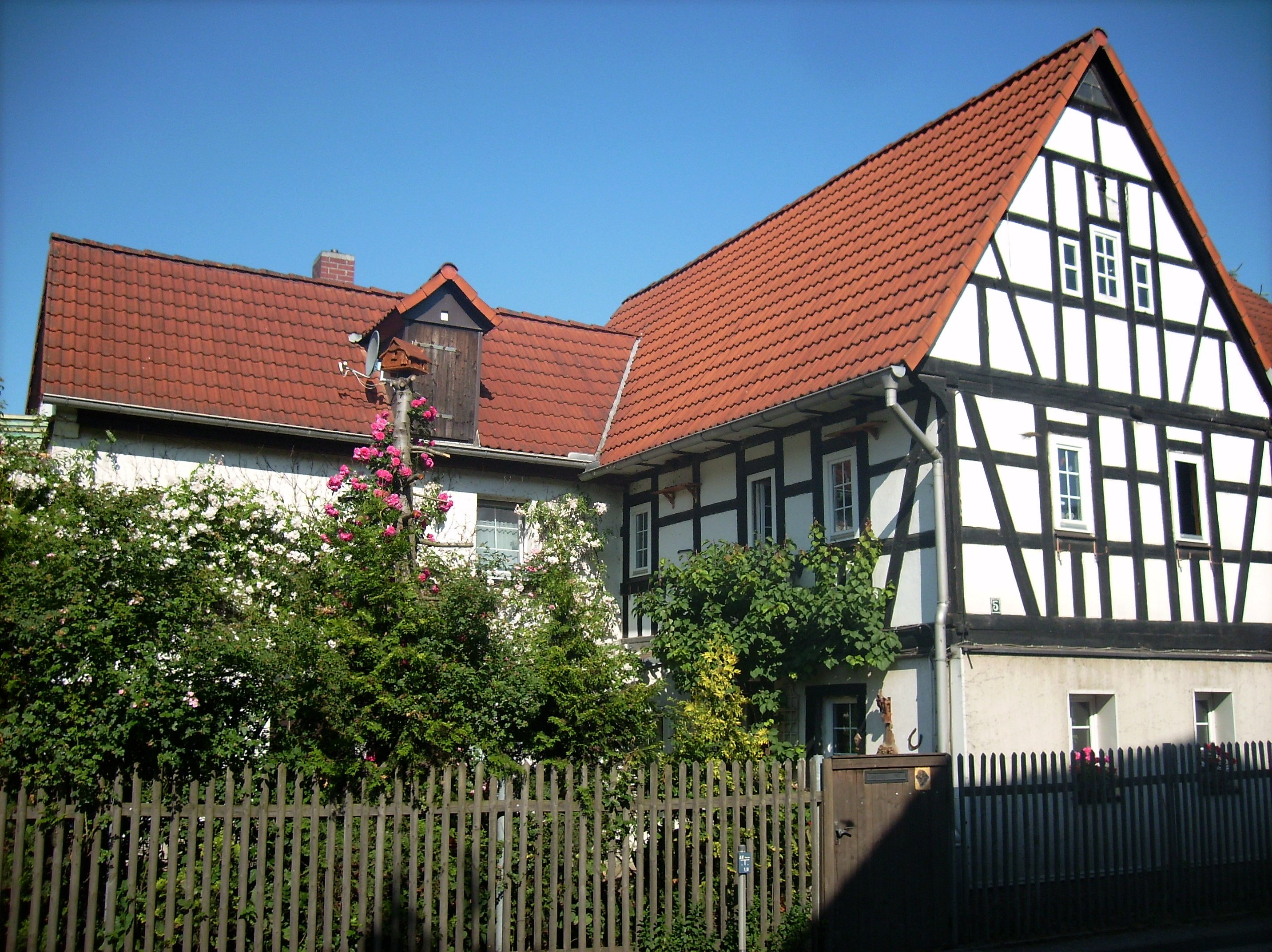
Maison à colombages de Haselbach

## Histoire
La première mention écrite du village de Haselbach date de 1282 mais le village, en dépit de son nom allemand, est de fondation sorabe. En 1521, le vicomte Hugo von Leißning crée des étangs et développe la pisciculture. Pendant la Guerre de Trente Ans, Haselbach est brûlé.
L'exploitation du lignite arrêtée aujourd'hui a fait la fortune du village à partir de 1867. De 1908 à 1992 a fonctionné une grande briqueterie qui utilisait les résidus d'exploitation du lignite.
Haselbach fait partie du duché de Saxe-Altenbourg (cercle oriental, ostkreis). Il est intégré au nouveau land de Thuringe en 1920, dans l'arrondissement d'Altenbourg.

## Démographie
| 1900 | 1933 | 1939  | 1982  | 1995  | 2000 | 2005 | 2010 |
| ---- | ---- | ----- | ----- | ----- | ---- | ---- | ---- |
| 418  | 975  | 1 157 | 1 301 | 1 061 | 905  | 894  | 833  |